# Золотоглазый фулехайо
Золотоглазый фулехайо (лат. Meliphacator  provocator) — вид воробьиных птиц из семейства медососовых (Meliphagidae), единственный в роде Meliphacator. Эндемик островов Кандаву (крупнейший — остров Кандаву), относящихся к Фиджи.

## Описание
Этих птиц описывают как довольно крупных. Вокруг глаза у них имеется пятно желтовато-зелёного цвета. Верхняя часть тела зеленовато-серая с бледными бахромками на перьях крыльев.
Естественной средой обитания золотоглазого фулехайо являются субтропические или тропические влажные равнинные леса, а также тропические мангровые леса.
МСОП присвоил таксону охранный статус «Виды, вызывающие наименьшие опасения» (LC).